# Подарочный сертификат
Подарочный сертификат (подарочная карта) — обычно картонная (сертификат) или пластиковая карта, обладающая теми или иными средствами защиты от копирования, которая несет в себе некоторый эквивалент стоимости в валюте, принятой в стране эмитента.
Подарочные пластиковые карты пришли на смену подарочным сертификатам в связи с увеличением доступности печатных устройств, позволяющих подделать бумажные подарочные сертификаты.
Эмитент подарочных сертификатов — компания—розничный продавец, пожелавшая зафиксировать факт внесения в кассу некоторой суммы наличных денег для того, чтобы покупатель подарочной карты смог в дальнейшем распорядиться данной суммой по своему усмотрению, а именно — подарить её.
Суть данного маркетингового хода заключается в искусственном увеличении оборота компании и аккумуляции денежных средств от лояльных покупателей. Не стоит забывать также о косвенной рекламе, которую несёт в себе карта.
Кроме перечисленного, выпуск подарочных карт интересен эмитенту ещё и тем, что многие проданные сертификаты никогда не будут использованы, так как имеют ограниченный период действия. В 2012 году на рынке США, согласно публикации в журнале Time, проданными, но неиспользованными оказались сертификаты на $2 млрд.
Идея подарочной карты в следующем — она является носителем обязательства магазина вступить в правоотношения купли-продажи или оказания услуг с предъявителем карты. При этом передача товара или оказание услуги клиенту производится без процедуры оплаты, так как всё оплачивается заранее — при приобретении карты. Это первая причина, по которой карта становится ценностью, самостоятельным товаром. Вторая причина ценности подарочной карты — в том, что она может свободно передаваться от клиента к клиенту, в силу чего её можно дарить.
На выпуск карт не требуется банковской лицензии, поскольку карта — не инструмент денежных расчётов, банковские операции с денежными средствами отсутствуют.
Оборотоспособность карт и запрет на возврат денежных средств за купленный сертификат привели к новому витку развития подарочных карт, а именно — площадок их обмена между собой.